# نیسان ماکسیما
نیسان ماکسیما (Nissan Maxima) یکی از خودروهای شرکت ژاپنی نیسان است که از سال ۱۹۷۷ تا ۲۰۲۳ در هفت نسل تولید شد. خودرویی که در بازار ایران با نام ماکسیما شناخته می‌شود در واقع نسل سوم نیسان سفیرو بود. حداکثر سرعت مدل ایرانی ماکسیما (۲۶۰کیلومتر بر ساعت) می‌باشد.

## حضور در ایران
نیسان ماکسیمای کلاس متوسط از سال ۱۳۸۰ تا سال ۱۳۹۱ در ایران توسط پارس خودرو مونتاژ شد؛ در آن زمان ماکسیما به‌عنوان یکی از بهترین، لوکس‌ترین و پرقدرت‌ترین خودروهای موجود در ایران شناخته می‌شد و هم‌اکنون نیز ماکسیما محبوبیت خود را بین طرفداران خویش در ایران حفظ کرده‌است. ماکسیما در دو نسخه‌ی دنده‌ای و اتوماتیک به بازار عرضه شد که از لحاظ سطح تجهیزات و امکانات تفاوتی با یکدیگر نداشتند.
خودرویی که در ایران با نام ماکسیما عرضه شد در واقع خودروی نیسان سفیرو بود که پارس خودرو آن را با نام ماکسیما عرضه کرد.

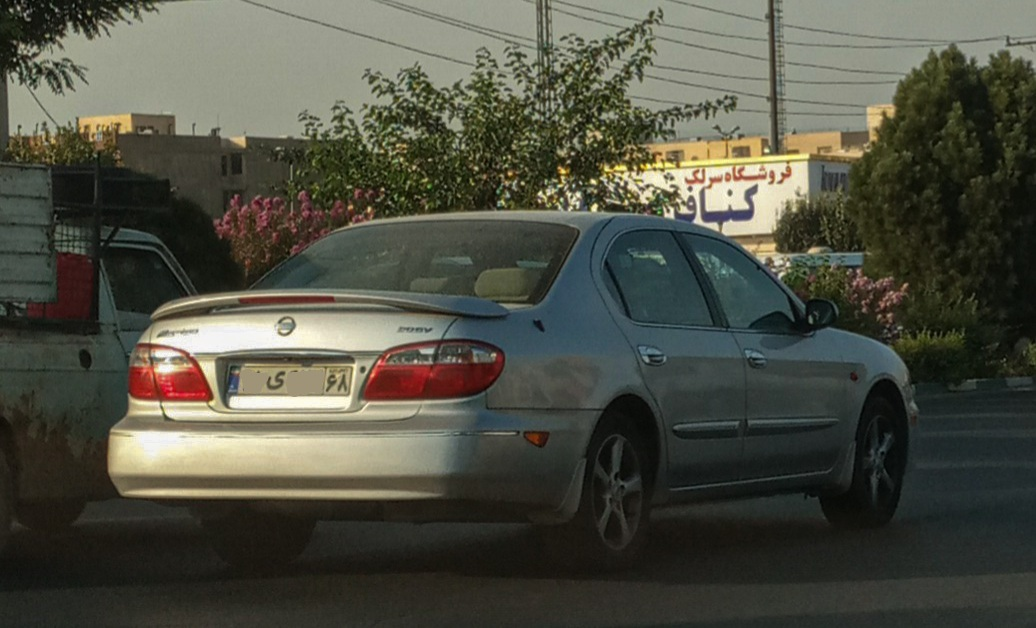
نیسان ماکسیمای عرضه شده در ایران که توسط پارس خودرو از سال ۱۳۸۰ تا ۱۳۹۱ مونتاژ شد.

مدل مونتاژشده در ایران از آپشنهای فراوانی برخوردار نبود چرا که پارس خودرو امکاناتی مثل سانروف و گرمکن صندلی را از لیست تجهیزات نیسان ماکسیما حذف کرده است و علاوه بر آن مصرف سوخت بالایی داشت اما علی‌رغم همه این موارد بازهم طرفداران خاص خود را داشته و دارد.
نیسان ماکسیمای عرضه شده در ایران دارای موتور شش سیلندر سه لیتری است که ۲۲۷ اسب بخار قدرت دارد. شتاب صفر تا صد این خودرو در نسخه اتوماتیک ۹٫۷ ثانیه و در نسخه دستی ۸٫۶ ثانیه می‌باشد.

## توقف تولید
در تاریخ 4 اوت 2022 شرکت نیسان اعلام نمود تولید این خودرو در سال 2023 به پایان خواهد رسید.